# نوارة خانم
نوارة خانم (بالتركية: Nevvare Hanım) هي زوجة السلطان العثماني محمد السادس العثماني. وُلدت في 4 مايو 1901 في إزميد، وتوفيت في 22 أبريل 1992 في إزميد.